# Lecce

Bản đồ Lecce

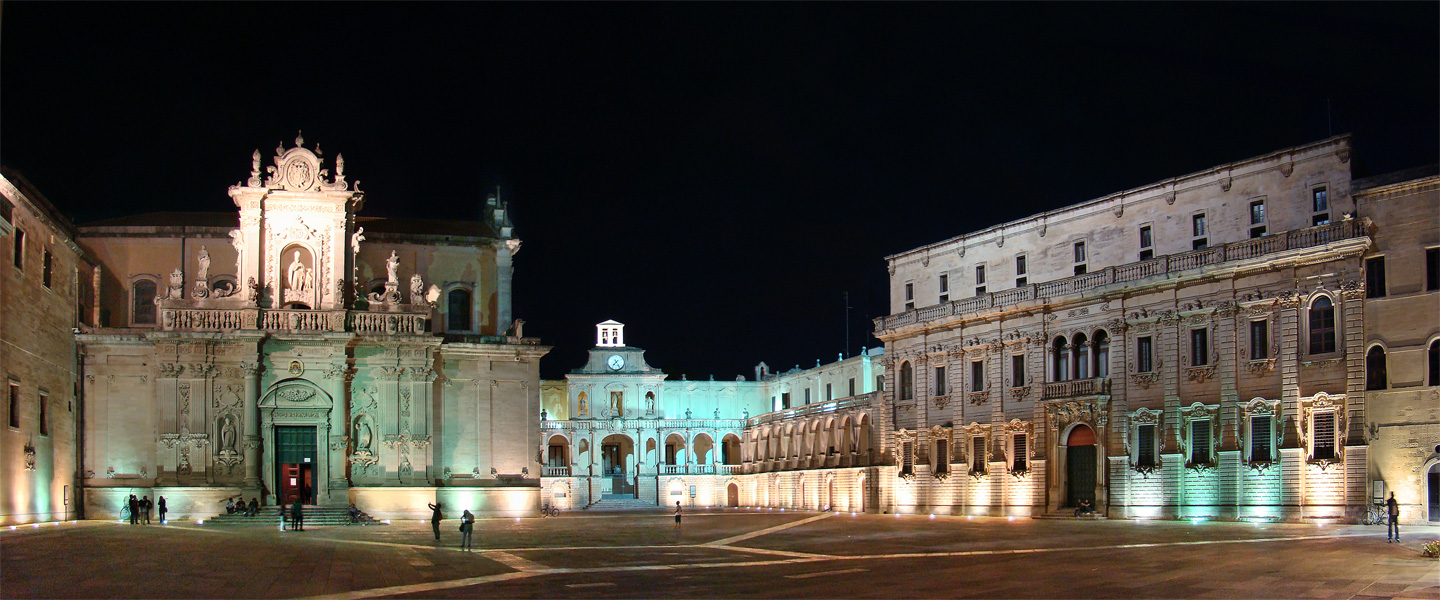
Piazza del Duomo.

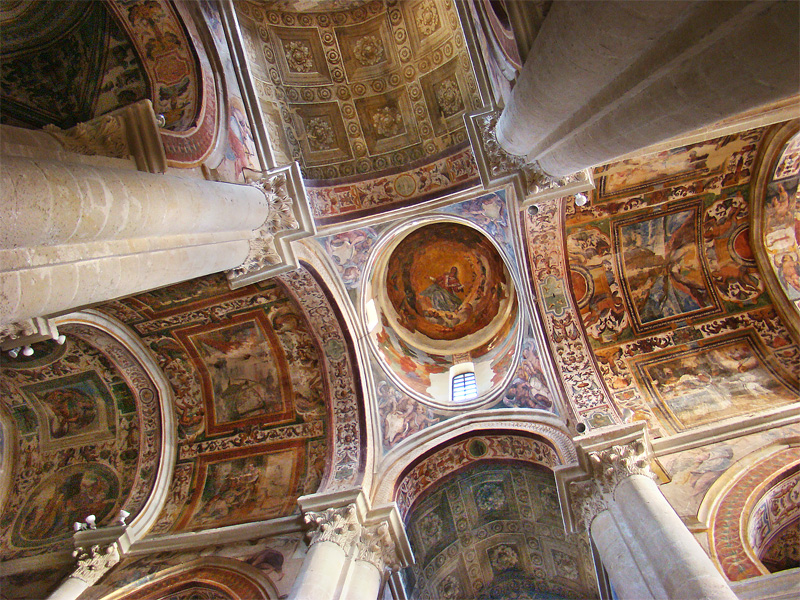
Nhà thờ San Niccolò và Cataldo.

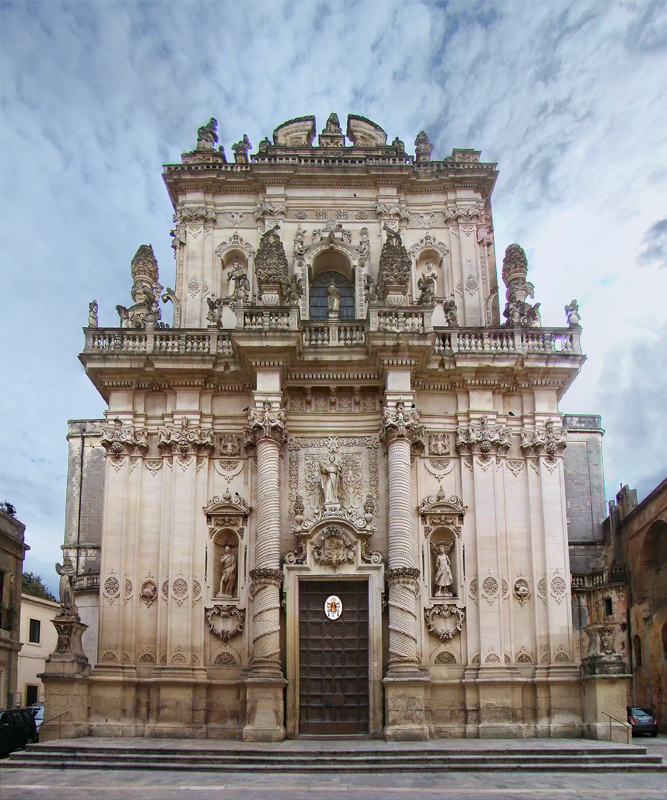
Nhà thờ San Giovanni Battista.

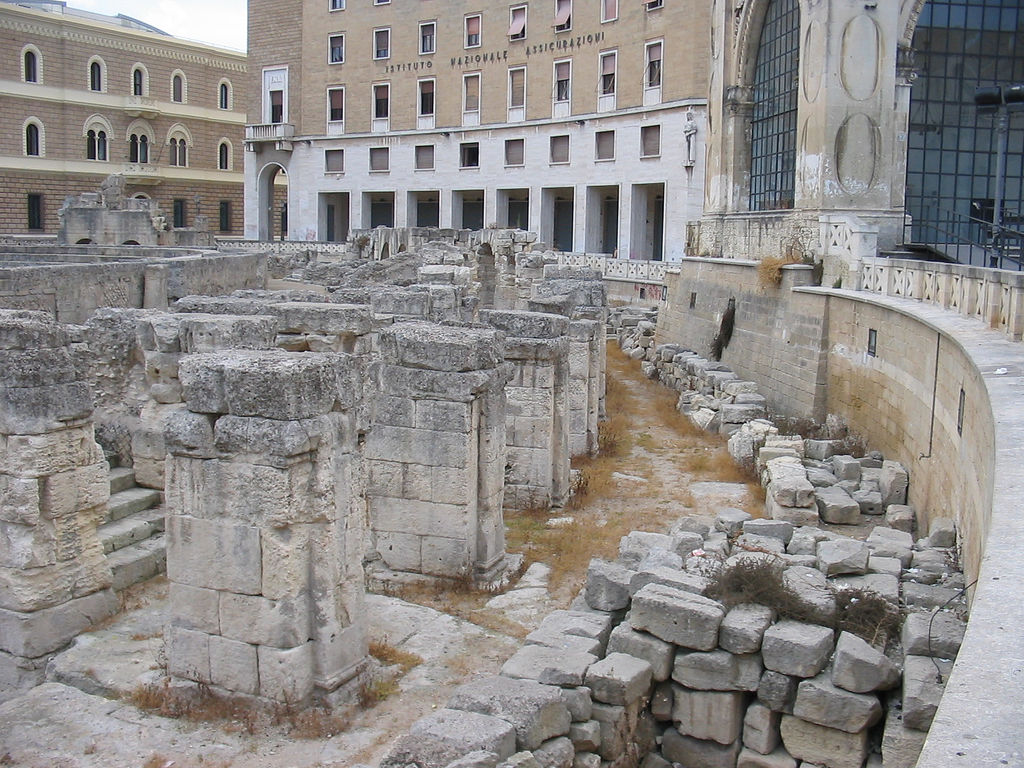
Nhà thi dấu La Mã.

Lecce (tiếng Ý: [ˈlettʃe] ⓘ, Griko: Luppìu, tiếng Hy Lạp cổ: Ἀλήσιον) là một đô thị và thành phố của Ý. Thành phố Lecce là tỉnh lỵ của tỉnh Lecce trong vùng Apulia. Lecce có diện tích 398 km2, dân số theo ước tính năm 2005 của Viện thống kê quốc gia Ý là 92.061 người. Lecce là một trong các thành phố quan trọng nhất ở Saleno, một bán đảo ở gót của bán đảo Ý. Do thành phố phong phú các công trình kiến trúc Baroque, Lecce được mệnh danh là "Firenze phương nam". Thành phố cũng có mối quan hệ truyền thống lâu đời với văn hóa Hy Lạp. Đá Lecce là sản phẩm xuất khẩu chính của Lecce. Lecce là một trung tâm công nghiệp quan trọng chuyên sản xuất đồ sứ.
Các đơn vị dân cư:
Đô thị Lecce giáp với các đô thị: